# 李金华 (1943年)
李金华（1943年7月—），江苏如东人，中国共产黨、中华人民共和国政治人物，原副国级领导人。中央财政金融学院金融专业毕业，中共中央党校研究生学历，高级审计师；南京审计大学名誉校长、荣誉教授。曾任中共第十四届中纪委委员，第十五届、十六届中央委员，中华人民共和国审计署审计长、第十一届全国政协副主席。

## 生平

### 工作经历
1965年6月加入中国共产党。1966年，李金华毕业于中央财政金融学院金融系；和戴相龙、金人庆等其他中共高级财经官员是同学。毕业后，他被分配到位于西安的原西北财经学院（今西安交通大学财经学院）任教员。此后，李金华一直在陕西工作。
1971年，未婚妻李瑞文被分配到“航空工业部五七二厂”当会计，李金华于是也申请调到在陕西汉中市的这家兵工企业工作。一次偶然的机会，李金华的出色文字功底被上级领导看中，很快地他被下放到车间锻炼，任第十五车间党支部专职副书记；两年后，升任“五七二厂”政治部副主任；1980年晋升为中共“五七二厂”党委副书记；自1982年起，兼任厂长。1985年5月，李金华开始进入政府部门工作；出任陕西省经济贸易厅厅长。仅三个月后，他就上调中央，出任审计署副审计长；从副厅局级官员，直接升任副部级官员；李金华时年42岁。
在担任副审计长十三年后的1998年3月，终于在朱镕基内阁中，李金华得以出掌审计署，任审计长、并兼党组书记。2003年3月17日，中华人民共和国国家主席胡锦涛发布第二号中华人民共和国主席令，根据中华人民共和国第十届全国人民代表大会第一次会议的决定，李金华继续担任审计长。在任期间一再推出爆炸性的审计报告，被媒体称为“铁面审计长”。因此，他在2004年被评为《南方周末》年度人物。
第62届联合国大会于2007年11月2日进行了审计委员会委员的选举，李金华当选为该委员会委员，成为首位参选这一职位并成功当选的中国人；任期由2008年7月至2014年6月。因为，在2008年3月已经卸任中国国家审计署审计长的职务，李金华的委员资格，在任期开始时由他的继任者刘家义出任。
在2008年3月举行第十一届全国政协第一次会议上，李金华当选为全国政协副主席，从而跻身党和国家领导人行列。

## 铁面审计长
1999年6月26日，刚刚出任审计长一年的李金华向全国人大常委会作了《关于1998年中央预算和其他财政审计情况》的报告。报告针对国务院的53个部门和直属单位的审计结果进行了总结。这份报告毫不留情的指出有43个部门挤占挪用财政资金共计人民币￥31.2亿元。这份报告被全国人大常委会的委员们称赞为“多年来最好的一个审计报告”。此后，在历年的审计报告中，李金华都措辞强硬的批评中央一些部门和国有企业的财政漏洞。2004年，李金华成为第一位获得CCTV“中国经济年度人物”大奖的政府官员。
尽管这样的“审计风暴”年年都在刮；可是，今年上了“黑名单”的，明年有的还继续上榜；问题并没有得到根本解决。就连李金华本人也承认，“违法违规仍相当突出”。

## 其他
原中国保监会主席项俊波曾经把李金华的女儿介绍到摩根大通公司工作。

### 引用
1. ↑  . 中国人大网.   [2021-02-18]. （原始内容存档于2021-08-20）.
2. ↑  中国代表正式履行联合国审计委员会委员职责[永久]
3. ↑  . （原始内容存档于2013-02-22）.
4. ↑  . 人民网.   [2018-10-25]. （原始内容存档于2016-03-04）.